# Fradmó
Fradmó (en llatí: Phradmon, en grec antic: Φράδμων) va ser un escultor grec nadiu d'Argos. Plini el Vell el situa cap a l'olimpíada 90, és a dir a l'entorn del 420 aC, i el fa contemporani de Miró, Policlet, Pitàgores de Règion i Escopes de Paros. El seu nom apareix també com a Fragmó (Phragmon).
Devia ser encara bastant jove quan va participar en un concurs en el qual diversos artistes havien de fer una estàtua d'una amazona per al temple d'Àrtemis a Efes i Fradmó va obtenir el cinquè lloc.
Pausànies esmenta la seva estàtua del guanyador olímpic Amertes. Un epigrama de l'Antologia grega també fa referència a un grup escultòric de Fradmó format per dotze bous, dedicat a Atena.